# Alice Fitzgerald
Pour les articles homonymes, voir Fitzgerald.
Alice Fitzgerald, née le 13 mars 1875 à Florence et morte le 10 novembre 1962 à New York, est une infirmière américaine qui a servi en Europe pendant et après la Première Guerre mondiale. Elle a notamment reçu la médaille Florence Nightingale du Comité international de la Croix-Rouge pour ses réalisations. 

## Biographie

### Jeunesse et éducation
Alice Louise Florence Fitzgerald naît le 13 mars 1875 à Florence, en Italie. Ses parents, américains, sont Charles H. Fitzgerald et Alice Riggs Lawrdson, tous deux de Baltimore. 
Alice Fitzgerald étudie en Europe avant de fréquenter la Johns Hopkins School of Nursing (en), où elle obtient son diplôme en 1906.  Les différentes langues apprises dans son enfance européenne lui seront utiles dans son travail d'adulte.  Fitzgerald parle couramment anglais, français, allemand et italien . 

### Carrière
Alice Fitzgerald retourne en Italie en 1908 pour assister la Croix-Rouge italienne à la suite du tremblement de terre à Messine, travail bénévole pour lequel elle reçoit “the Italian Red Cross Disaster Relief Medal” .  Elle est infirmière en chef à l'hôpital Johns-Hopkins de 1909 à 1910, à l'hôpital Bellevue de 1910 à 1912, avec d'autres postes de supervision à Wilkes-Barre (en Pennsylvanie), à Indianapolis (dans l'Indiana) et à Wellesley (dans le Massachusetts),. 
Pendant la Première Guerre mondiale, elle est nommée la première « infirmière du Edith Cavell Memorial » du Massachusetts, payée pour travailler avec le service infirmier militaire de la reine britannique Alexandra à Boulogne et à Méaulte de 1916 à 1917, puis avec la Croix-Rouge américaine.  En dehors de la France, elle sert dans un hôpital pour réfugiés à Rimini, en Italie.  Après la guerre, elle organise notamment des écoles d'infirmières, recrute des infirmières bilingues, occupe le poste d'infirmière en chef de la Croix-Rouge américaine en Europe , et de directrice du bureau des soins infirmiers de la Ligue des sociétés de la Croix-Rouge à Genève .  Elle fonde l'École internationale d'infirmerie en santé publique .  Pour ses efforts, Alice Fitzgerald reçoit médailles et honneurs du Royaume-Uni (Croix rouge royale deuxième classe), de la France (Médaille d'honneur et d''autres décorations), de l'Italie, de la Pologne, de la Serbie, de la Hongrie et de la Russie,. 
Elle travaille en Asie dans les années 1920, conseillant le gouverneur général des Philippines sur les soins infirmiers en santé publique et en fondant un programme de soins infirmiers à Baguio ,.  Après le tremblement de terre du Grand Kantō de 1923, elle porte secours au Japon.  Elle commence une école d'infirmière à Bangkok en 1924 et étudie des programmes d’infirmerie en Thaïlande, à Hong Kong, à Singapour et en Chine. 
De retour aux États-Unis, elle est directrice des infirmières à l'Hôpital polyclinique de New York de 1930 à 1936 puis une « housemother » au Sheppard and Enoch Pratt Hospital dans les années 1940.
Alice Fitzgerald part à la retraite en 1948. Elle meurt à l'âge de 87 ans en 1962 à la Peabody Nursing Home, à New York, à l'âge de 87 ans.

## Postérité
Les documents d'Alice Fitzgerald, dont ses journaux, photographies et médailles, sont archivés à Johns Hopkins, avec une autre collection de documents, dont un mémoire non publié, à la Maryland Historical Society. Une biographie pour jeunes lecteurs, Nurse Around the World: Alice Fitzgerald d'Iris Noble, fut publiée en 1967.